# Echoes of Silence
Echoes of Silence é a terceira mixtape do cantor canadense the Weeknd, lançada de forma independente em 21 de dezembro de 2011. É o último volume da trilogia de mixtapes lançada pelo artista em 2011, contando com a produção de Illangelo, Clams Casino e DropXLife. Juntamente com seus outros dois projetos, este foi remasterizado e relançado em 2012 pela Republic Records dentro da coletânea musical Trilogy. acrescida da faixa bônus Til Dawn (Here Comes the Sun), sendo também reeditada comercialmente anos depois contendo a mesma canção. O rapper estadunidense Juicy J participa na canção Same Old Song.

## Lista de faixas
Todas as canções foram produzidas por Illangelo, exceto "Initiation", produzida por DropXLife e Illangelo, e "The Fall", produzida por Clams Casino e Illangelo.
| N.º            | Título                        | Compositor(es)                                                  | Duração |  |
| 1.             | "D.D"                         | Michael Jackson                                                 | 4:35    |  |
| 2.             | "Montreal"                    | Abel Tesfaye, Carlo Montagnese, France Gall                     | 4:10    |  |
| 3.             | "Outside"                     | Tesfaye, Montagnese, Ahmad Balshe, Madeline Follin, Ryan Mattos | 4:20    |  |
| 4.             | "XO / The Host"               | Tesfaye, Montagnese                                             |         |  |
| 5.             | "Inititation"                 | Tesfaye, Martin Wong, Montagnese, Georgia Anne Muldrow          | 4:20    |  |
| 6.             | "Same Old Song" (com Juicy J) | Tesfaye, Jordan Houston, Montagnese                             | 5:12    |  |
| 7.             | "The Fall"                    | Tesfaye, Michael Volpe, Montagnese                              | 5:45    |  |
| 8.             | "Next"                        |                                                                 | 6:00    |  |
| 9.             | "Echoes of Silence"           | Tesfaye, Montagnese                                             | 4:02    |  |
| Duração total: | Duração total:                | Duração total:                                                  | 45:45   |  |

| Faixa bônus do relançamento |                                  |                     |         |  |
| N.º                         | Título                           | Compositor(es)      | Duração |  |
| 10.                         | "Till Dawn (Here Comes the Sun)" | Tesfaye, Montagnese | 5:19    |  |
| Duração total:              | Duração total:                   | Duração total:      | 51:04   |  |

Notas
- "D.D" é uma regravação de "Dirty Diana", originalmente escrita e interpretada por Michael Jackson.

Créditos de demonstração
- "Montreal" contém elementos de "Laisse tomber les filles", escrita e interpretada por France Gall.
- "Outside" contém elementos de "Go Outside", escrita por Madeline Follin e Ryan Mattos e interpretada por Cults.
- "Initiation" contém elementos de "Patiente", escrita e interpretada por Georgia Anne Muldrow.